# أمالو (إدراسن)
أمالو هو دُوَّار يقع بجماعة سكورة مداز، إقليم بولمان، جهة فاس مكناس في المملكة المغربية. ينتمي الدوّار لمشيخة إدراسن التي تضم 5 دواوير. يقدر عدد سكانه بـ 143 نسمة حسب الإحصاء الرسمي للسكان والسكنى لسنة 2004.

## روابط خارجية
- البوابة الوطنية للجماعات الترابية
- المندوبية السامية للتخطيط